# Bombus alpinus
Bombus alpinus is een vliesvleugelig insect uit de familie van de bijen en hommels (Apidae). De wetenschappelijke naam is gepubliceerd in 1758 door Linnaeus in Systema naturae.